# André Lacaze (homme politique)
Pour les articles homonymes, voir André Lacaze et Lacaze.
André Lacaze, né le 23 octobre 1913 à Villeréal (Lot-et-Garonne) et mort le 18 avril 1981 à Vaux-sur-Mer (Charente-Maritime), est un homme politique français.

## Biographie
Fils de pharmaciens du Lot-et-Garonne, André Lacaze suit des études secondaires à Arcachon, puis à la faculté de médecine et de pharmacie de Bordeaux. Lieutenant des services sanitaires de l'armée pendant la seconde guerre mondiale, il est démobilisé en 1940, et ouvre une pharmacie à Cozes. Il devient par la suite président du syndicat départemental des pharmaciens.
Il adhère au RPF en 1947 et commence une carrière politique sous les couleurs du gaullisme. Elu maire de Cozes en 1947, il est conserve ce mandat jusqu'en 1973. En 1951, il est élu conseiller général d Charente-Maritime, dans le canton de Cozes, et est ensuite constamment réélu jusqu'en 1981.
Malgré cet ancrage local, il n'est pas candidat sur les listes menées par le maire de Royan, Max Brusset, aux élections législatives de 1951 et 1956.
En 1958, ce dernier est candidat à sa réélection dans la cinquième circonscription de Charente-Maritime, qui comprend la ville de Royan, mais aussi le canton de Crozes. Lacaze décide alors de se présenter contre lui, et obtient l'investiture du CNIP. Arrivé en tête du premier tour, il est élu au second, avec 37,6 % des voix, dans une quadrangulaire provoquée par le maintien de Brusset.
Inscrit au groupe des indépendants et paysans d'action sociale, il est très actif à l'assemblée nationale, défendant des positions de droite assez classiques.
Ainsi, il prend la défense des intérêts des rapatriés d'Algérie, des écoles confessionnelles qui obtiennent, avec la loi Debré, un large financement public, mais intervient aussi sur des questions touchants directement sa circonscription, et notamment la situation des ostréiculteurs ou les problèmes d'isolement des iles côtières.
Sur les questions nationales, il suit l'évolution vers l'opposition du CNIP, jusqu'au vote de la censure du gouvernement de Georges Pompidou en 1962.
Lors des élections législatives provoquées par la dissolution de l'assemblée, en novembre, Lacaze se voit opposer un candidat « parachuté » par l'UNR, le gaulliste de gauche Jean de Lipkowski.
Largement distancé par ce dernier lors du premier tour (25,2 % contre 42,5 %), André Lacaze se désiste en sa faveur au second, et se consacre ensuite à ses mandats locaux.

## Détail des fonctions et des mandats
Mandat parlementaire
- 30 novembre 1958 - 9 octobre 1962 : député de la 5e circonscription de la Charente-Maritime